# Етамбутол
Етамбуто́л — синтетичний протитуберкульозний засіб для перорального та парентерального застосування.

## Фармакологічні властивості
Етамбутол — синтетичний протитуберкульозний препарат. Етамбутол має бактеріостатичну дію, що обумовлена порушенням синтезу ліпідів, білків та РНК та зв'язуванням іонів магнію та міді. Препарат активний щодо туберкульозної палички та інших мікобактерій (Mycobacterium kansasii, Mycobacterium avium, Mycobacterium xenori). До інших бактерій препарат неактивний. Первинна резистентність до етамбутолу низька (близько 6 %), але у зв'язку з швидким розвитком стійкості мікобактерій до препарату при монотерапії застосовується тільки у складі комплексної терапії.

### Фармакокінетика
Етамбутол швидко всмоктується при пероральному прийомі, проникає всередину клітин, максимальна концентрація в крові досягається протягом 2 годин. Біодоступність препарату становить 80 %, при внутрішньовенному введенні біодоступність — 100 %. Препарат створює високі концентрації в більшості тканин та рідин організму. Етамбутол накопичується в еритроцитах. Препарат проходить через гематоенцефалічний бар'єр. Етамбутол проникає через плацентарний бар'єр та виділяється в грудне молоко. В незначній кількості препарат метаболізується в печінці. Етамбутол виводиться з організму переважно з сечею в незміненому вигляді (60 %), частково виводиться з калом у вигляді метаболітів (10-20 %). Період напіввиведення етамбутолу складає в середньому 3,5 години; при нирковій недостатності препарат може акумулюватись в організмі.

## Покази
Етамбутол рекомендовано при лікуванні різних форм туберкульозу в комбінації з іншими протитуберкульозними засобами, у тому числі при полірезистентності туберкульозної палички до лікарських препаратів.

## Побічна дія
При застосуванні етамбутолу можливі наступні побічні ефекти:
- Алергічні реакції — нечасто (менше 1 % випадків) висипання на шкірі, свербіж шкіри, гіперемія шкіри, бронхоспазм, гарячка; рідко (0,01—0,1 %) синдром Стівенса-Джонсона, синдром Лаєлла, анафілактичний шок.
- З боку травної системи — рідко (0,01—0,1 %) нудота, блювання, печія, металевий присмак у роті, біль у животі, діарея, гепатит, жовтяниця.
- З боку нервової системи — частіше (більше 1 % випадків застосування) головний біль, запаморочення, сплутаність свідомості, галюцинації, судоми, депресія, периферичні неврити, парестезії, ретробульбарний неврит зорового нерва, зниження гостроти зору з імовірним розвитком повної сліпоти або випадіння полів зору. Побічна дія з боку органу зору частіше спостерігається під час тривалого лікування препаратом та при наявності супутніх очних захворювань.[5]
- З боку серцево-судинної системи — нечасто (менше 1 %) перикардит, міокардит, набряки, артеріальна гіпотензія, тахікардія, васкуліт, лімфаденопатія.
- З боку дихальної системи — рідко пневмоніт, еозинофільні інфільтрати в легенях.
- З боку опорно-рухового апарату — нечасто (менше 1 %) артралгія; дуже рідко (менше 0,01 %) загострення подагри.
- З боку сечовидільної системи — дуже рідко (менше 0,01 %) інтерстиціальний нефрит, сечокислий діатез.
- Зміни в лабораторних аналізах — нечасто (менше 1 % випадків) підвищення активності амінотрансфераз у крові; рідко еозинофілія, лейкопенія, нейтропенія, тромбоцитопенія; підвищення рівня сечової кислоти, креатиніну і сечовини в крові.

## Протипоказання
Етамбутол протипоказаний при підвищеній чутливості до препарату, невриті зорового нерва, катаракті, діабетичній ретинопатії, запальних захворюваннях очей, подагрі, нирковій недостатності, при вагітності та годуванні грудьми, дітям до 2 років.

## Форми випуску
Етамбутол випускається у вигляді таблеток по 0,1, 0,2, 0,4, 0,6, 0,8 та 1,0 г; капсул по 0,25 г та 10 % розчину для ін'єкцій по 10 і 20 мл в флаконах або шприцах.